# Çetin Mandacı
Çetin Mandacı (griechisch Τσετίν Μουχάμερ Μάντατζη Tsetin Mouchamer Mandatzi, * 7. März 1970 in Orfano, Gemeinde Topiros) ist ein griechischer Politiker aus der türkischen Minderheit Westthrakiens.

## Leben
Mandacı studierte an der Universität Istanbul Medizin und arbeitet als Kardiologe am Allgemeinen Krankenhaus von Xanthi. Er wurde 2002 und 2006 in den Stadtrat von Topiros gewählt und war bis 2004 Stellvertretender Bürgermeister der Gemeinde. Er war Mitglied der Komma Isotitas, Irinis ke Filias.
Bei den Parlamentswahlen 2007 und 2009 wurde Mandacı für die sozialistische PASOK im Wahlkreis Xanthi ins Griechische Parlament gewählt. Zusammen mit einem weiteren Abgeordneten der PASOK verweigerte er im November 2011 die Zustimmung zum Regierungsbündnis für die Regierung des parteilosen Loukas Papadimos, weil neben der konservativen Nea Dimokratia auch der ultrarechte LAOS an der Koalition beteiligt war. Er wurde im Februar 2012 formal aus der PASOK ausgeschlossen, zusammen mit 21 weiteren Parlamentsmitgliedern, die die Zustimmung zu einem neuerlichen Sparpaket der Regierung verweigert hatten. Er führte daraufhin Gespräche mit Fotis Kouvelis und weiteren Funktionären der Demokratischen Linken, die jedoch nicht zum Parteieintritt führten.
Çetin Mandacı ist mit Fikret Gülsüm verheiratet und hat drei Kinder.